# Istočnoafrički šiling
Istočnoafrički šiling je valuta koja se koristila u Britanskoj Istočnoj Africi i na jugu Arapskog poluotoka na područjima pod britanskom kontrolom od 1921. do 1969.
Istočnoafrički šiling je korišten na sljedećim područjima:

- Kolonija Kenija
- Republika Tanganjika
- Uganda
- Zanzibar
- Britanski Somaliland
- Eritreja
- Etiopsko Carstvo
- Talijanska Somalija
- Protektorat Aden
- Kolonija Aden
- Federacija Arapskih Emirata Juga
- Južnoarapska Federacija
- Južnoarapski Protektorat
- Tanzanija

## Budući istočnoafrički šiling
Također, istočnoafrički šiling je naziv predložen za nadnacionalnu valutu koju Istočnoafrička zajednica planira uvesti 2015.

Lijevo: područje korištenja istočnoafričkog šilinga 1921. – 1969.

Desno: područje na kojem se planira uvesti budući istočnoafrički šiling